# Berlinda z Meerbeke
Svatá Berlinda z Meerbeke, O.S.B. (? – 702, Meerbeke) byla belgická šlechtična, dcera Odolarda vévody z Lotharingie a Nony. Byla neteří svatého Amanda z Maastrichtu. Její otec Odolard onemocněl leprou a Berlinda byla jím vyděděna.
Poté vstoupila do benediktinského kláštera svaté Marie v Moorselu poblíž Aalstu. Po smrti jejího otce se stala poustevnicí v Meerbeke kde byl pohřben její otec. Svůj život strávila pomocí chudým a trpícím.
Její svátek se slaví 3. února.